# هماس (اسم)
هماس هو اسم علم مذكر من أصل عربي، ومعناه هو الأسد الكسار لفريسته، الكثير الهمس في كلامه.

## وصلات خارجية
- موسوعة السلطان قابوس لأسماء العرب